# Staatliche Akademie der Künste Tiflis

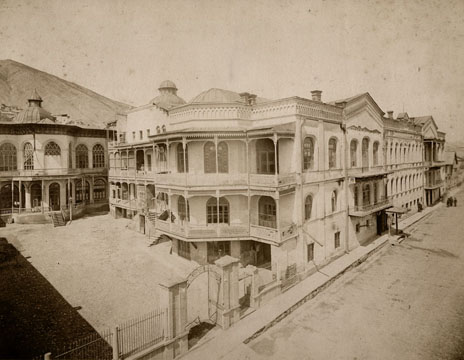
Das Gebäude der Staatlichen Akademie der Künste in Tbilisi (ehemals „Haus der Arshakuni“) um 1884–86
Fotograf: Dmitri Ivanovich Yermakov

Die Staatliche Akademie der Künste Tiflis (georgisch თბილისის სახელმწიფო სამხატვრო აკადემია) ist eine der ältesten Universitäten in Georgien. Sie befindet sich in der Hauptstadt Tiflis, in der Rustaveli-Avenue (an der Kreuzung A.-Tchavtchavadze-Straße und A.-Griboedov-Straße). In der Nähe befindet sich das Gebäude der Staatsoper.

## Geschichte
Die am 8. März 1922 vollzogene Gründung der Akademie der Künste Georgiens basierte auf dem Beschluss des Volkskommissariats für Bildung.
In dieser Frühzeit wurden vier Fakultäten begründet: Malerei, Bildhauerei, Graphik und Architektur, 1927 noch ergänzt um die Fakultät Kunstkeramik.
Als Vorbereitung auf das Hochschulstudium war die ebenfalls 1922 eröffnete private Kunstschule des georgischen Künstlers Mose Toidze gedacht.
Die Kunstakademie bildete sofort das Zentrum der georgischen Kunstszene, eine Vielzahl renommierter Künstler wurde als Lehrpersonal beschäftigt. Die ersten Professoren waren: Gigo Gabashvili, Iakob Nikoladse, Jewgeni Lansere, Joseph Sharlemagne, Henryk Hryniewski, Egishe Tatevosyan, Nikolay Sklifosovskiy, Nicholas Antadze, Anatoli Kalgin, Nikolay Severove, Dimitri Shevardnadze, Michael Machavariani, Alexander Pitskhelauri, Michael Khananashvili, Boris Shebuev, Mose Toidze, Alexander Tsimakuridze, Nicholas Kandelaki, Valerian Sidamon-Eristavi, David Kakabadze, Lado Gudiaschwili, Giorgi Sesiashvili, Ucha Japaridze, Shalva Amiranashvili, Apolon Kutateladze, Valentin Shukhaev, Sergo Kobuladze, Silovan Kakabadze, Shota Mikatadze, David Tsitsishvili, Zakro Maisuradze, Lado Grigolia. Später schlossen sich dieser Gruppe auch andere berühmte Vertreter der georgischen Kunstszene an.

## Gebäude
Die Akademie befindet sich seit 1922 im ehemaligen Stadtpalais der Arshakuni-Familie. Das Hauptgebäude wurde bereits 1856 vom Architekten G. Ivanov entworfen. Die Mehrzahl der Säle und Innenräume wurde von einem in Tiflis arbeitenden iranischen Baumeister im Qajar-Baustil ausgestaltet.
Im Gebäudekomplex befand sich bis 1937 auch ein Spiegelsaal, er diente als Ballettstudio von Maria Perini. Diese Tänzerin war die Gattin des Künstlers Henryk Hryniewski, der ebenfalls ein Studio im Haus hatte.
Das Atelier des Akademieprofessors Gigo Gabashvili, die Wohnung der Familie Kobulashvili und weitere Räumlichkeiten verteilten sich über die Geschosse des Hauses.
Im Jahr 1972 entstand hinter dem alten Hauptgebäude ein neues, zehnstöckiges Haus als Erweiterungsbau (Architekten: A. Kurdiani, M. Chkhikvadze, L. Sumbadze, D. Kajaia). Es wurde 2005–06 mit finanzieller Beteiligung der „Cartu-Bank“ renoviert.

## Ausbildung
Ziel des Unterrichtes ist es, die individuelle Persönlichkeit eines jeden Schülers zu fördern, die jungen Künstler auf Basis des klassischen Wissens auszubilden und deren Potential durch vielseitige Praxis zu unterstützen. Die Methodik des Studiums wird durch die Prinzipien: Offenheit, Aufnahmebereitschaft und Flexibilität durch den Prozess der Bewussten und Kognitiven gefördert.
Heutige Fakultäten:
- Bildende Kunst
- Medienkunst
- Design
- Architektur
- Restaurierung, Kunstgeschichte und Kunsttheorie

Alle Ausbildungsprogramme werden in georgischer Sprache angeboten. Für ausländische Bewerber, die zwar über eine erforderliche Qualifikation (Sekundarstufe II) verfügen, bei denen jedoch der Nachweis der georgischen Sprachkenntnisse fehlt, ist ein obligatorischer Sprachkursus und Eignungstest erforderlich.

## Rektoren
- 1922–1926 – Giorgi Chubinashvili
- 1927–1930 – Alexander Duduchava
- 1930–1932 – Vakhtang Kotetishvili
- 1932–1936 – Grigol Bukhnikashvili
- 1936–1942 – Silovan Kakabadze
- 1942–1948 – Ucha Japaridze
- 1948–1952 – Mamia Duduchava
- 1952–1959 – Sergo Kobuladze
- 1959–1972 – Apolon Kutateladze
- 1972–1982 – Giorgi Totibadze
- 1982–1987 – Zurab Nizharadze
- 1987–1992 – Tengiz Peradze
- 1992–2003 – Soso Koyava
- 2003–2012 – Gia Bughadze
- 2012–2014 – Tinatin Kldiashvili
- 2014–2022 – Gia Gugushvili
- 2022–     – Qaraman Kutateladze

## Ausstellungen
Die Staatliche Akademie der Künste Tbilisi verfügt im Stadtgebiet über verschiedene Ausstellungsräume:
- die „Große Ausstellungshalle“ – sie wurde dank finanzieller Unterstützung der privaten georgischen TBC-Bank renoviert
- die „Kunstgalerie der Akademie“ – die Sammlung besteht gegenwärtig (2010) aus 618 Bildern (Kurs- und Diplomarbeiten). Darunter befinden sich auch Werke von Gigo Gabashvili (8 Werke), Elene Akhvlediani, Ludwig Luigi Longo, Kirill Zdanevich, Tamara Balanchivadze, Mose Toidze, Aleksander Tsimakuridze, Korneli Sanadze, Reno Turkia, Koki Makharadze u. a.
- die sogenannte „NATO-Ausstellungshalle“
- das Tapisseriemuseum in der Shardin-Straße
- der Ausstellungspavillon “Academy +” in der Shardin-Straße